# Буяр Нишани
Буяр Нишани (на албански: Bujar Faik Nishani) е албански политик, президент на Албания от 24 юли 2012 г. до 24 юли 2017 г.

## Биография
Роден е на 29 септември 1966 г. в Драч, Албания. През 1988 година завършва Военна академия в Тирана. От 1991 година е член на Демократическата партия на Албания. В средата на 90-те години заминава за САЩ и през 1996 година завършва Университета Сан-Антонио в Тексас.

## Политическа дейност
През 1991 г. става член на Демократическата партия на Албания. През 1997 г. се завръща в Албания. След поражението на Демократическата партия на изборите за Народно събрание през 1997 г. той оглавява неправителствената организация „Военен евроатлантически форум“.
През 2007 г. става министър на вътрешните работи на Албания. През 2009 г., когато Албания се присъединява към НАТО, той подава оставка от вътрешното министерство и става министър на правосъдието. През 2011 г. се завръща в Министерството на вътрешните работи и отново става негов ръководител. Той участва в изборите за президент на Албания през 2012 г. и ги печели. На 24 юли 2012 г. той поема задълженията си и е държавен глава на Албания до юли 2017 г.
На 9 октомври 2014 г. президентът Нишани награждава комуна Луфтине – включваща села, чиито жители са участвали в антикомунистическото въстание Япокики от 1948 г. с Орден на честта на нацията. Той нарича бунтовниците „безстрашни и мъдри хора, издигнали се да защитят своето достойнство и бъдеще“ (изтъквайки Байрам Камбери и Джемал Брахими). Самият президент е удостоен със званието почетен гражданин на Луфтине.
На 24 ноември 2014 г. президентът Нишани издава указ, посмъртно присъждащ ордена „Чест на нацията“ на няколко антикомунистически политици, екзекутирани през 1945 г. от Специалния съд (включително бивш министър в колаборационисткото правителство на Кола Тромара). Тези решения получават не само положителна обратна връзка. Някои автори смятат, че това отразява партийните и идеологически предпочитания на Нишан.